# トラブル・ドッグ
『トラブル・ドッグ』は、六本木綾による日本の少女漫画。『LaLa DX』（白泉社）にて1995年9月号から2000年12月号まで連載された。単行本は全10巻。

## あらすじ
私立向ヶ丘高校には“トラブル・ドッグ”という謎の集団が存在すると噂されている。彼らは、金銭と引き換えに依頼された校内の事件や問題を解決している。そんな彼らに事件を解決してもらった椎名奏子は、偶然にも彼らの正体を知ることとなる。それをきっかけに彼女もトラブル・ドッグのメンバーとして数々の事件を解決していく。

## 登場人物

### トラブル・ドッグ
私立向ヶ丘高校に存在する謎の集団。校内の事件や問題など依頼された事柄を金銭を受け取って解決する。裏庭の温室横にあるブーゲンビリアの木に赤い紙で依頼を括り付けることでコンタクトをとることができる。メンバーは正体がばれないように変装をして活動したり、目立たないように学校生活を送ったりしている。コードネームは全員、昔飼っていた犬の名前から。
椎名 奏子（しいな かなこ）
コードネームは「ラン」。身長172センチメートル。血液型O型。
本作の主人公。ミス向ヶ丘高校と呼び声高い長身の美少女。新体操部所属。トラブル・ドッグ（以下TD）に事件の解決をしてもらったことをきっかけに、リュウの正体を知る。同時にリュウ、そしてTDに興味を持ち、持ち前の運動神経や行動力を買われてメンバーとなる。正義感と気が強くて少々プライドが高い。単純で直情的なところもあり、リュウによくからかわれる。リュウのことが好きで気持ちを伝えるなど積極的に接しているものの、関係が崩れたり嫌われたりすることを恐れて、関係を先に進めないでいる。時には好きなのは自分だけなのではないかと不安になり悩むことも多く、その隙を笠井に付け込まれてしまうことも。憧れの女性像は峰不二子。
長瀬 アキラ（ながせ アキラ）
コードネームは「リュウ」。身長185センチメートル。血液型B型。
園芸部唯一の部員でいつも温室に籠っている。椎名曰く森の匂いがするらしい。本来の容姿はまるで当時の稲垣吾郎のようであるが、校内ではTDである正体を隠すためにメガネを掛け、前髪を下して地味に目立たないようにしている。クールで飄々とした性格であるが、頭が堅く、思っていることを口にしないため何を考えているのかわからない。椎名とは仲間以上恋人未満というとても曖昧な関係にある。椎名から好きだと言われたり、キスをしたりされたり、嫉妬心や独占欲を見せているが、言葉足らずで女性の気持ちに疎くすれ違ってしまうことも多い。姉がいるため妙に女性慣れしているようだが、恋愛の経験はほとんどなく、いわゆる女たらしであるが本人にその自覚はない。
杉浦 学（すぎうら まなぶ）
コードネームは「ポチ」。身長169センチメートル。血液型A型。
お調子者でイタズラ好き。身長が低いことがコンプレックス。椎名とは気の合う姉弟のようである。新しい物好きで、ポケベルやベスパなどを愛用している。 
佐々木 博（ささき ひろし）
コードネームは「サブ」。身長167センチメートル。血液型AB型。
向ヶ丘高校の用務員のオジサン。用務員の仕事とTDの活動に全力を注ぎ、全力で楽しんでいる。礼子（れいこ）という16歳年下で美容師の奥さんがいる。TDの年長者として椎名、リュウ、ポチを見守り、時には諭すこともあり信頼されている。 

### 私立向ヶ丘高校
普通科と工業科に分かれている。今作は普通科の生徒がメインである。指定の制服があるものの服装自由の校則である。
笠井 秀樹（かさい ひでき）
高校に多額の寄付をしている笠井建設の社長で学校理事の息子であるため、発言力があり校内での人望もある。しかし実際は女遊びが激しく、サッカー部の仲間を引き連れて陰でカツアゲなどやりたい放題していた。当初は“ミス”である椎名に興味を示していたが、次第に本気で彼女を好きになる。物語冒頭の合宿事件以降は多少落ち着きを見せ、ピンチになった椎名を助けることもあった。
大塚 由起（おおつか ゆき）
椎名の友人。新聞部。生徒会長選に立候補するも、和田に敗れる。頑固で生真面目な性格で少々言葉が過ぎるところもあり、敵を作りやすい。椎名のことをよく理解しており、早い段階で彼女がTDのメンバーであることを見抜いた。
和田 恵祐（わだ けいすけ）
初登場時は生徒会書記だったが、生徒会長選挙で会長に選ばれた。父親の母校で弟も通う有名な進学校を目指していたが、受験の際にインフルエンザになってしまい受験に失敗。仕方なく私立向ヶ丘高校に通っている。
江波戸 恵里可（えばと えりか）
リュウの中学生時代の親友（英司）の妹。新入生。リュウに思いを寄せていた。極度の人見知りである一方で、近しい人たちにはわがままな一面もある。和田に助けられたことで、彼に心を開くようになった。
八木 聖人(やぎ まさと)
実は優等生であるが、不良を装っている。
ゲームと称し笠井を監禁する。
事件後、高飛びする。

## 書誌情報
- 六本木綾『トラブル・ドッグ』白泉社〈花とゆめCOMICS〉、全10巻
  1. 1996年4月10日発売、ISBN 4-592-11297-0
  2. 1996年10月10日発売、ISBN 4-592-12116-3
  3. 1997年5月10日発売、ISBN 4-592-12430-8
  4. 1997年12月10日発売、ISBN 4-592-12769-2
  5. 1998年6月10日発売、ISBN 4-592-17325-2
  6. 1998年9月10日発売、ISBN 4-592-17326-0
  7. 1999年3月10日発売、ISBN 4-592-17327-9
  8. 1999年10月10日発売、ISBN 4-592-17328-7
  9. 2000年6月10日発売、ISBN 4-592-17329-5
  10. 2001年1月10日発売、ISBN 4-592-17378-3